# Matilla de los Caños del Río
Ne doit pas être confondu avec Matilla de los Caños.
Matilla de los Caños del Río est une commune de la province de Salamanque dans la communauté autonome de Castille-et-León en Espagne.

## Galerie

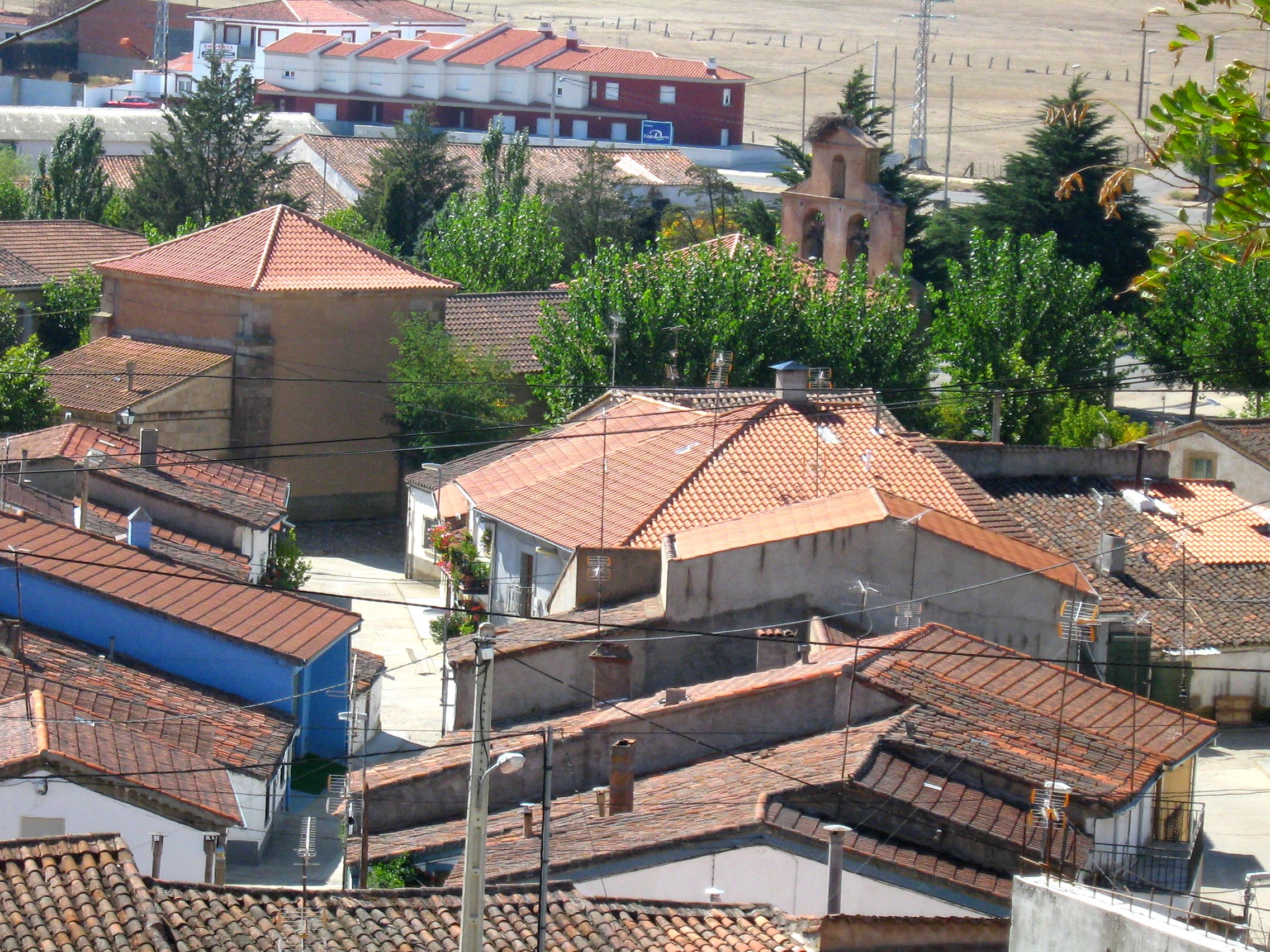
Vue du village.
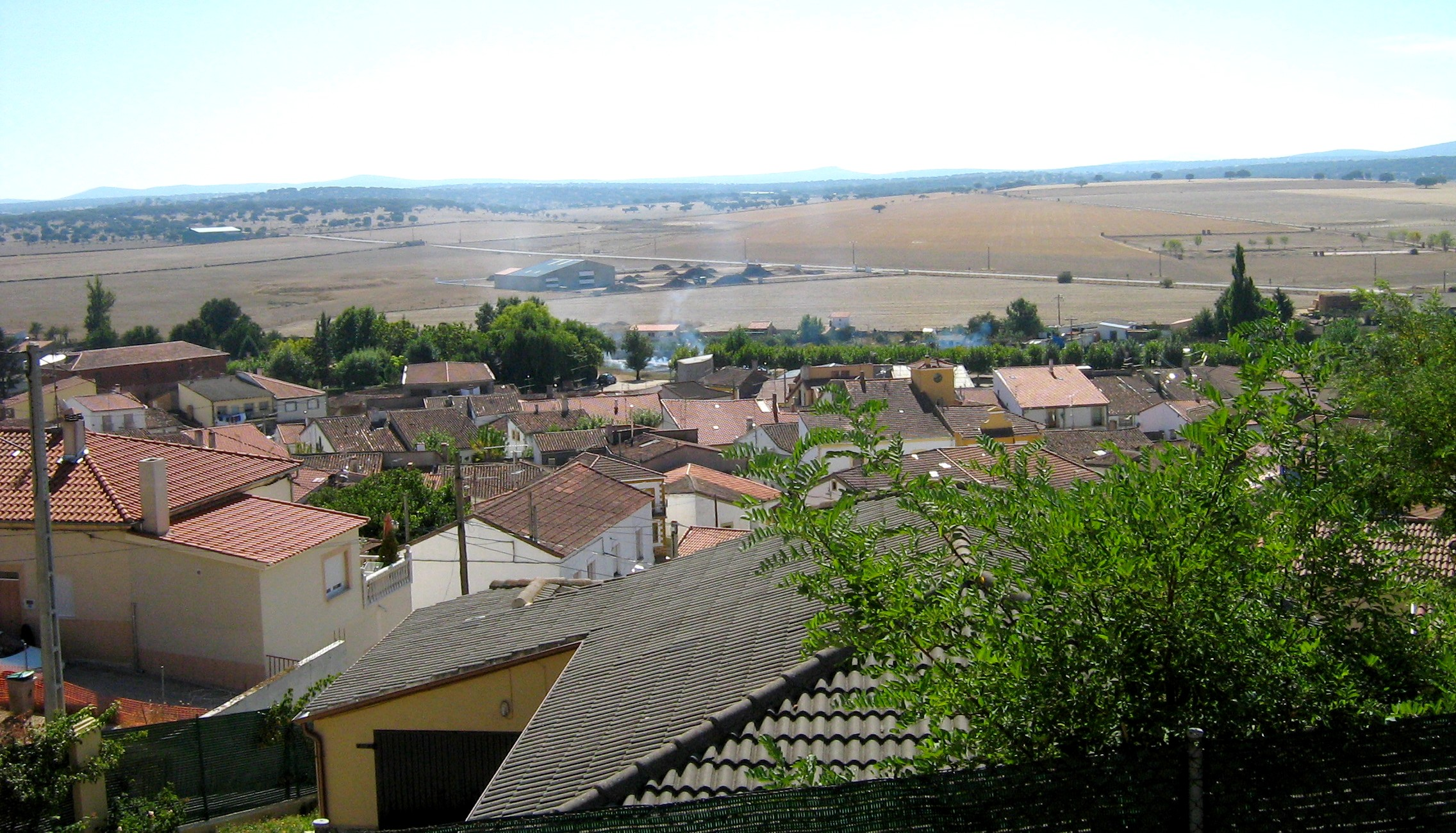
Vue du village.
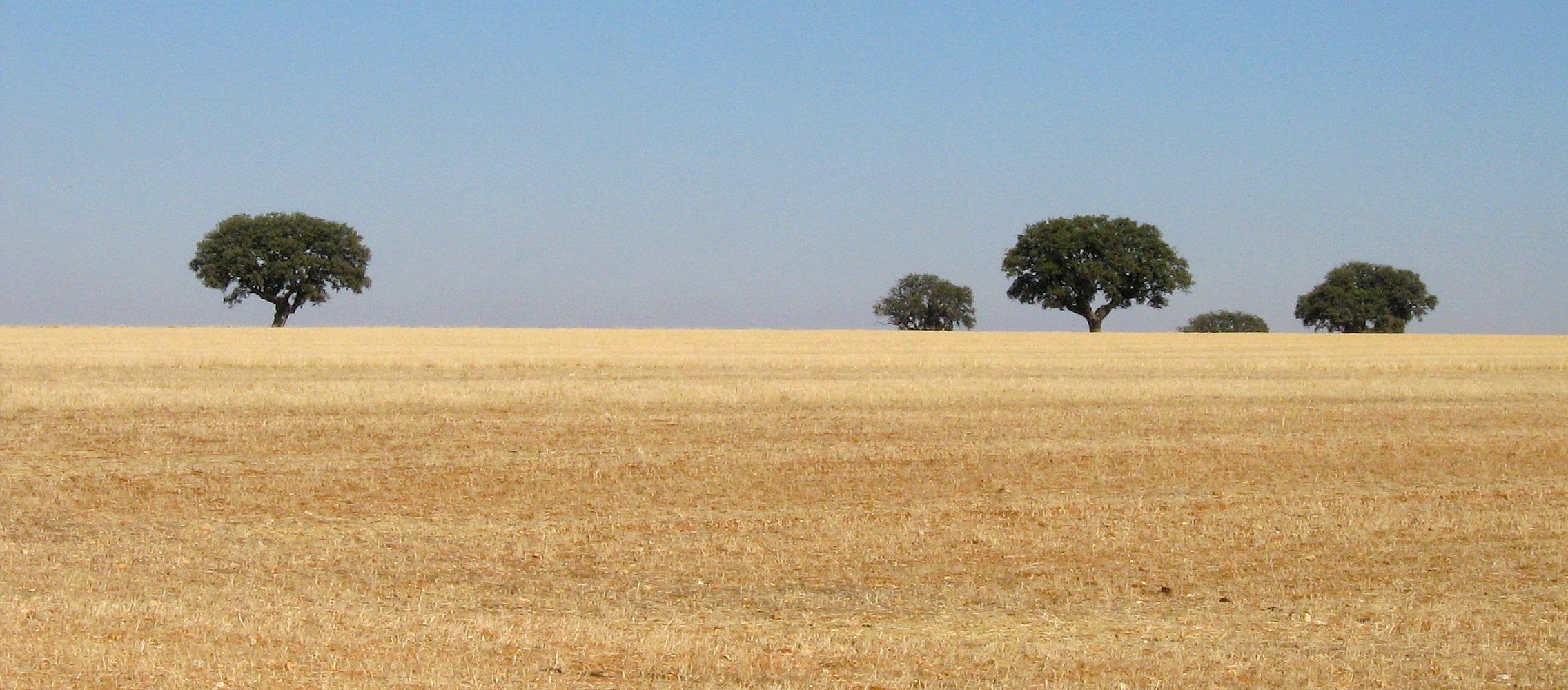
Paysage agraire.